# Little Dragon
Little Dragon est un groupe suédois de musique électronique et downtempo, originaire de Göteborg. 
Formé en 1996, il est composé de la chanteuse Yukimi Nagano (voix, percussions) et de ses amis proches qu'elle connaît depuis le lycée Erik Bodin (batterie), Fredrik Källgren Wallin (basse) et Håkan Wirenstrand (claviers).

## Historique
Le nom du groupe s'inspire du surnom de Nagano (Petit Dragon) qu'on lui donnait pour les  « crises de nerfs fumantes » qu'elle faisait pendant les enregistrements en studio. « C'est un petit peu exagéré mais il y a une part de vérité dans ce propos », déclare Nagano[réf. nécessaire].
La première sortie de Little Dragon est le single vinyle double face A Twice/Test, sorti sur le label Off the Wall en 2006. L'année suivante, le groupe signe avec le plus grand label indie britannique Peacefrog Records et y ont sorti leur premier album Little Dragon le 27 août 2007. Leur deuxième album, Machine Dreams, est sorti le 17 août 2009, suivi de leur troisième album, Ritual Union, sorti le 25 juillet 2011.
Little Dragon tourne à travers l'Europe et crée également des vidéos pour les chansons Test, Twice, Constant Surprises, After the Rain, Swimming, Runabout et Fortune. La vidéo de Twice est réalisée par le réalisateur Suédois Johannes Nystrom. Le double single face A Fortune/Blinking Pigs est sorti au RU le 26 janvier 2009. Leur morceau Twice peut être entendu dans un épisode de la quatrième saison de The Vampire Diaries et dans la cinquième saison de Grey's Anatomy ; et en octobre 2011, elle est présente dans la scène de fin du cinquième épisode de Revenge. Plus tard en 2009, le groupe est choisi comme l'un des « 50 artistes émergents » du Beyond Race Magazine[réf. nécessaire].
En septembre 2011, l'ancien claviériste Arild Werling rejoint le groupe aux claviers additionnels pendant les performances live.

## Collaborations
Les membres de Little Dragon ont collaboré avec plusieurs artistes différents :
- Le batteur Erik Bodin est le percussionniste du chanteur d'indie folk suédois José González et Yukimi Nagano est aux chœurs sur le deuxième album de José González, In Our Nature (2007)
- Nagano, Källgren Wallin et Wirenstrand sont crédités sur le troisième album studio de Gorillaz, Plastic Beach, sur les pistes Empire Ants et To Binge. Little Dragon assurait la première partie en plus d'accompagner en Europe, Australie, Nouvelle-Zélande et Hong Kong Gorillaz dans leur tournée mondiale Escape to Plastic Beach World Tour
- Les Little Dragon ont collaboré avec Dave Sitek, producteur et membre de TV on the Radio, ainsi que sur son projet solo de 2010 Maximum Balloon sur la musique If You Return
- Wildfire, un morceau issu de la collaboration entre Little Dragon et SBTRKT qui inclut la voix de Yukimi Nagano, apparaît sur l'album SBTRKT de 2011 de SBTRKT[6]
- Nagano a chanté sur Scale It Back, morceau de l'album The Less You Know, the Better de DJ Shadow
- Nagano a travaillé sur la chanson Just Don't sur l'album Stone Rollin' de Raphael Saadiq
- High Res (Big Boi Feat. Jai Paul & Little Dragon) - Big Boi - Vicious Lies and Dangerous Rumors (édition deluxe, 2012)
- Descending (Big Boi Feat. Little Dragon) - Big Boi - Vicious Lies and Dangerous Rumors (édition deluxe, 2012)
- Thom Pettie (Big Boi Feat. Little Dragon & Killer Mike) - Big Boi - Vicious Lies and Dangerous Rumors (édition deluxe, 2012)
- The Festival (Mac Miller Feat. Little Dragon) - Mac Miller -- GO:OD_AM (2015)
- Drawn (De La Soul Feat. Little Dragon) - De La Soul - And the Anonymous Nobody... (2016)
- Take A Chance (Flume Feat. Little Dragon)
- Stuck With Me (Tinashe Feat. Little Dragon) - Tinashe - Joyride (2018)
- Deployed (Sir Was Feat. Little Dragon) - Sir Was - Holding On A Dream (2019)

## Discographie

### Albums studio
- 2007 : Little Dragon
- 2009 : Machine Dreams
- 2011 : Ritual Union
- 2014 : Nabuma Rubberband
- 2017 : Season High
- 2020 : New Me, Same Us
- 2023 : Slugs of Love

### EP
- 2008 : Twice Remix
- 2010 : Blinking Pigs
- 2011 : Ritual Union
- 2011 : Little Man

### Singles
- 2006 : Test/4ever (7" vinyle)
- 2007 : Twice/Test (7" vinyle)
- 2008 : Constant Surprises (7" vinyle)
- 2008 : Recommendation (iTunes)
- 2008 : Infinite Love (morceau produit exclusivement pour une campagne de pub de Cartier)
- 2009 : Fortune / Blinking Pigs
- 2009 : Feather / Stranger (iTunes)
- 2011 : NightLight (iTunes)
- 2011 : Crystalfilm
- 2011 : Ritual Union (vinyle7"/12")
- 2011 : Little Man (iTunes)
- 2012 : Sunshine (iTunes)
- 2015 : Wanderer